# Viés

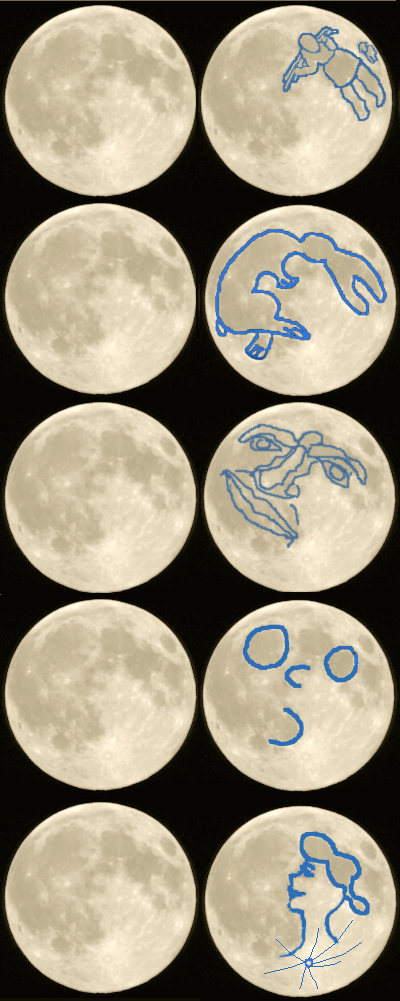
Interpretações dos padrões das crateras na Lua: um exemplo comum de viés de percepção causado pela pareidolia.

Viés ou  tendência, no sentido mais comum, é uma distorção do julgamento do observador. Manifesta-se como uma inclinação irracional a atribuir um julgamento mais favorável ou desfavorável a alguma coisa, pessoa ou grupo. O viés pode ser consequência do envolvimento do observador com o objeto de sua observação ou a preconceitos.
Um julgamento enviesado ou tendencioso é parcial, não isento. Vieses podem ser detectados mediante a observação do contexto histórico-cultural no qual se estabelecem juízos a priori favoráveis ou desfavoráveis acerca um indivíduo ou  grupo, etnia, comunidade, nação, religião, partido político,  paradigma teórico e assim por diante.